# Ferenc Tahi
Ferenc Tahy de Tahvár et Tarkő (znan tudi kot Franjo Tahi v hrvaščini in kot Ferenc Tahi v slovenščini; 1526–1573) je bil madžarsko-hrvaški plemič iz rodbine Tahy, ki izvira iz okrožja Pilis. Bil je vrhovni konjenik Ogrske kraljevine in gospodar Susedgrada, Stubice in Štatenberka. Znano je bilo, da je imel položaje kraljevega svetovalca in gospodarja konja. Njegovo kruto ravnanje s podložniki je sprožilo hrvaško-slovenski kmečki upor.

## Družina
Njegov oče János Tahi je leta 1524 nosil naziv hrvaškega bana in umrl, ko je bil Ferenc star 10 let. Poročen je bil z Jeleno, sestro slavnega hrvaškega plemiča in vojnega generala Nikole IV. Zrinskega. Njegova hči Margareta je bila poročena s Petrom Erdődyjem, hrvaškim banom od 1556 do 1567. Tahi je imel tudi sina po imenu Gábor.

## Življenjepis
Tahi se je odlikoval v vojnah proti osmanskim Turkom, zaradi katerih je bil imenovan za poveljnika kraljeve vojske na južnem Madžarskem ter za poveljnika utrdb v Szigetvárju in Nagykanizsi. Potem ko so mu leta 1556 posesti v Slavoniji in na Madžarskem zasegli Osmani, je pridobil novo gospoščino Štatenberg na Štajerskem in leta 1564 polovico gospostva Susedgrad-Stubica, nekdanje posesti rodbine Báthory. Ta pridobitev ga je pripeljala v spopad z družino Henning, ki je imela v lasti drugo polovico gospostva Susedgrad-Stubica. Leta 1565 so Henningovi s pomočjo lokalnih kmetov izgnali Tahija in njegovo družino ter premagali podkraljevo vojsko, ki je bila tja poslana, da bi pomagala Tahijem, da si povrnejo svoja nova posestva. Seigniory je kmalu zaplenila madžarska kraljeva zbornica. Tahi se je soočil z upravnikom zbornice, kar je povzročilo, da je gospostvo leta 1569 dano v zakup Tahiju. Kmalu zatem je tam izbruhnila vrsta uporov.

## Vloga v Hrvaško-slovenskem kmečkem uporu
Obravnava Ferenca Tahija do hrvaških kmetov je bila tradicionalno znana kot ključni dejavnik, ki je povzročil hrvaško-slovenski kmečki upor, čeprav sodobno zgodovinopisje kot ključne dejavnike, ki so povzročili upor, poudarja druge vzroke, predvsem gospodarske.

## Smrt
Po zadušitvi upora je bil Tahi hudo bolan, a je kljub temu še naprej nadlegoval kmete. Takrat si je naročil nagrobnik, ki se danes hrani v Muzeju kmečkega upora iz leta 1573 na gradu Oršić, Stubica, Hrvaška. Po smrti je bil Tahi pokopan v cerkvi Svete Trojice v Donji Stubici.

## V popularni kulturi
Tahija je upodobil srbski igralec Pavle Vuisić v jugoslovansko / hrvaškem zgodovinskem vojnem filmu Anno Domini 1573.
Hrvaška heavy metal skupina Podne Rogato je posnela skladbo z imenom Franjo Tahi, posvečeno njemu. 